# Hisonotus chromodontus
Hisonotus chromodontus är en fiskart som beskrevs av Heraldo A. Britski och Julio C. Garavello 2007. Hisonotus chromodontus ingår i släktet Hisonotus och familjen Loricariidae. Inga underarter finns listade i Catalogue of Life.